# Novye priključenija kapitana Vrungelja
Novye priključenija kapitana Vrungelja (Новые приключения капитана Врунгеля) è un film del 1978 diretto da Gennadij Vasil'ev.

## Trama
Sedendosi per scrivere un saggio sull'argomento “Come ho passato l'estate”, Vasja Lopotuchin ha ricordato il suo eroe preferito, il Capitano Vrungel, si è immaginato accanto a lui all'interno del Triangolo delle Bermuda. E non ha notato come è entrato in una battaglia mortale con i gangster e una tempesta.